# قطن (حبيل جبر)

تعديل مصدري - تعديل

قطن هي إحدى قرى عزلة حبيل جبر بمديرية حبيل جبر التابعة لمحافظة لحج، بلغ تعداد سكانها 117 نسمة حسب تعداد اليمن لعام 2004.